# Martin Bell (sciatore)
Martin Neil Bell (Akrotiri, 6 dicembre 1964) è un ex sciatore alpino britannico.

## Biografia
Specialista delle prove veloci originario di Edimburgo, Martin Bell è fratello di Graham e padre di Reece, a loro volta sciatori alpini. Ottenne il primo piazzamento in Coppa del Mondo il 6 febbraio 1983 a Sankt Anton am Arlberg in combinata (9º) e l'anno dopo ai XIV Giochi olimpici invernali di Sarajevo 1984, sua prima presenza olimpica, si classificò 18º nella discesa libera e 32º nello slalom gigante; conquistò il miglior risultato in Coppa del Mondo il 22 febbraio 1986 a Åre in discesa libera (5º) e prese parte ai Mondiali di Crans-Montana 1987, senza ottenere piazzamenti.
L'anno dopo ai XV Giochi olimpici invernali di Calgary 1988 fu 8º nella discesa libera, 34º nel supergigante, 41º nello slalom gigante e 26º nella combinata, mentre ai XVI Giochi olimpici invernali di Albertville 1992 si classificò 29º nella discesa libera, 50º nel supergigante e 25º nella combinata. Ai Mondiali di Morioka 1993 fu 29º nella discesa libera, suo ultimo piazzamento iridato, e ai XVII Giochi olimpici invernali di Lillehammer 1994, sua ultima presenza olimpica, si classificò 28º nella medesima specialità. Prese per l'ultima volta il via in Coppa del Mondo l'11 marzo 1995 a Kvitfjell in discesa libera (42º) e si ritirò al termine di quella stessa stagione 1994-1995: la sua ultima gara fu un supergigante FIS disputato il 7 aprile a Santa Caterina Valfurva.

## Palmarès

### Coppa del Mondo
- Miglior piazzamento in classifica generale: 39º nel 1986

### Campionati britannici
- 3 medaglie (dati dalla stagione 1994-1995):
  - 1 oro (discesa libera nel 1995)
  - 2 argenti (supergigante, slalom gigante nel 1995)